# Blepharotoma angustata
Blepharotoma angustata är en skalbaggsart som beskrevs av Blanchard 1850. Blepharotoma angustata ingår i släktet Blepharotoma och familjen Melolonthidae. Inga underarter finns listade.